# San Antonio del Sur
San Antonio del Sur (San Antonio du Sud en français) est une ville et une municipalité de la province de Guantanamo, à Cuba.

## Géographie

### Situation
La ville de San Antonio del Sur, dans le sud-est de l'île de Cuba et le sud de la province de Guantanamo, est située à 981 km sud-est de La Havane et 64 km à l'est de sa capitale de province Guantánamo.

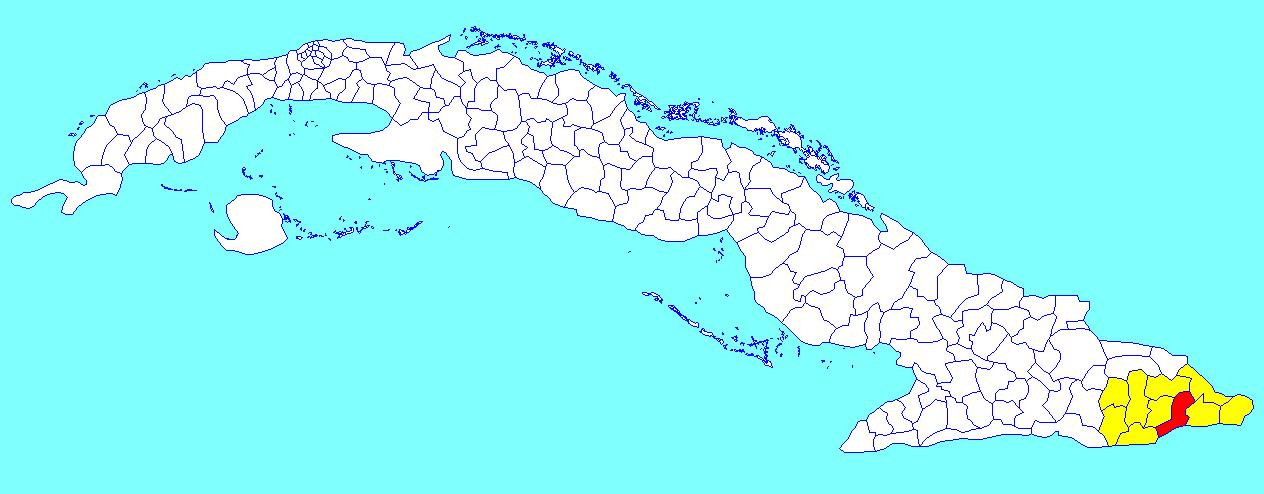
Municipalité de San Antonio del Sur dans la province de Guantánamo

### Divisions administratives
La municipalité inclut cinq consejos populares :
- Yateritas
- San Antonio del Sur
- Guaibanó
- Maya
- Puriales

### Description
Le territoire de la municipalité est montagneux à plus de 88 % ; le point le plus élevé est le mont de Los Mulos à 794 m d'altitude.
Son climat est chaud et sans différenciation saisonnière marquée durant l'année, excepté dans la montagne du Purial (portion nord de la commune) où l'on enregistre les plus basses températures et les plus importantes précipitations. Le sud de la commune est appelé Petit désert de Baitiquirí, zone la plus aride du Cuba. Il est situé dans la bande côtière de la commune, composé d'un massif montagneux exposé au vent du nord et possède des caractéristiques particulières, non seulement écologiques, paysagées, archéologiques, mais aussi de par ses conditions extrêmes : on y enregistre les précipitations les plus faibles du pays.
Les possibilités d'exploitation économique sont réduites Les paysages constituent une des richesses de ce territoire.

### Relief, géologie
La côte sud-est de Cuba est marquée de cinq niveaux de terrasses marines, particulièrement visibles dans la région de Tortuguilla-Imías — mais certains secteurs du sud-est de Cuba n'en affichent que trois, d'autres quatre (pour plus de détails sur la composition de ces terrasses, voir l'article « Maisí », section « Relief, géologie »).
Une particularité frappante est la rareté des points d'abrasion, pourtant très typiques à Havane-Matanzas et dans d'autres régions de Cuba comme la péninsule de Guanacahabibes. On a pu en distinguer dans le socle de la terrasse III dans la zone de la punta Bate, sur la côte à San Antonio del Sur. Dans ce talus on peut distinguer un conglomérat fortement cimenté, avec beaucoup de gravier de 1 cm de taille moyenne, qui constitue ici la base de la formation Rio Maya. La couche a une épaisseur légèrement supérieure à 1 m et le matériau cimenté constitue parfois un sol rougeâtre. La hauteur de ce niveau est d'environ 100 m. 

De même les phénomènes karstiques du type grottes et cavernes sont ici peu fréquents, alors qu'ils sont très répandus dans les environs de Matanzas. 

Sur la côte entre Tortuguilla et Macambo, les terrasses marines forment des altitudes côtières isolées de la zone intérieure. Ces élévations sont de longueur variable selon les rivières qui les coupent. Trois formations côtières sont distinguées : la première entre El Naranjo et la baie de Baitiquirí, la deuxième entre Baitiquiri et la baie de Sabanalamar (Loma Los Aposentos) et la dernière entre celle-ci et Macambo. Leur sommet est recouvert d'une couche plus résistante qui ralentit l'érosion. Une certaine géomorphologie karstique s'y est développée. La hauteur maximale des élévations est variable et la composition lithologique est différente puisque le versant nord est entièrement couvert par la formation Maquey, tandis que dans la partie sud ce sont les terrasses marines développées dans les formations Rio Maya et Jaimanitas. les terrasses basses se développent sur la formation Jaimanitas. Les dépôts de ces terrasses basses se présentent comme un "anneau" entourant les hauteurs et s'élèvent elles-mêmes de 5 à 10 m au-dessus du niveau de la mer.

## Population
En 2022 la population de la municipalité est estimée à 25 752 habitants. Pour une surface de 584,9 km2, la densité est de 44,03 habitants/km².

## Histoire
San Antonio du Sud est le berceau d'une nombreuse population aborigène et d'Espagnols depuis le début de la colonisation en 1492. Le nom de San Antonio lui vient du saint de l'Église catholique romaine qui est très enraciné dans les traditions des noms espagnols. Des recherches effectuées avec des autochtones, ont cependant déterminé qu'à l'origine ce nom n'était pas très répandu sur ce territoire.[réf. nécessaire]
À partir du XIXe siècle, la localité devint un centre d'activités économiques et commerciales, les paysans de la montagne venant vendre leurs produits à San Antonio du Sud, ainsi nommé pour la distinguer de San Antonio Redó.[réf. nécessaire]